# Gevlekte prieelvogel
De gevlekte prieelvogel (Chlamydera guttata) is een vogel uit de familie van de Prieelvogels. Het is een endemische vogel uit Australië.

## Verspreiding en leefgebied
De broedgebieden van de gevlekte prieelvogel liggen in het westen en midden van Australië. De soort telt twee ondersoorten:
- C. g. guttata: westelijk en centraal Australië.
- C. g. carteri: de North West Cape.

## Status
De gevlekte prieelvogel heeft een groot verspreidingsgebied en daardoor is de kans op uitsterven gering. De grootte van de populatie is niet gekwantificeerd. Plaatselijk is de vogel nog algemeen, hoewel de aantallen achteruit gaan. Echter het tempo ligt onder de 30% in tien jaar (minder dan 3,5% per jaar). Om deze redenen staat deze nachtzwaluw als niet bedreigd op de Rode Lijst van de IUCN.